# Паралипоменон
Паралипомено́н (др.-греч. παραλειπομένων от παραλείπω, «пропускать, упускать» — дословно — «[Книги] пропущенного», др.-евр. דִּבְרֵי הַיָּמִים‬ Диврей ха-ямим — «Деяния дней») или Летописи, в западной (преимущественно протестантской) традиции — Хроники — две (первая и вторая книги Паралипоменон) канонические книги Танаха (у христиан — Ветхого Завета Библии), чьё авторство традиционно приписывается Ездре и Неемии. Являются обобщённой летописью священной библейской истории, начиная с родословия человечества от Адама, колен Израиля, войн Давида, строительства храма и заканчивая вавилонским пленением.

## Название
В Танахе книги Паралипоменон называются «Дивре́й ха-ями́м» (ивр. דִבְרֵי הַיָּמִים‎ — «деяния дней»). В Септуагинте книги называются «Паралипоменон» (др.-греч. παραλειπομένων — «пропущенное»). Очевидно, переводчики Септуагинты рассматривали книги Паралипоменон как дополнение к историческим книгам Библии. Так же («Паралипоменон») называются две книги славянской и русской Библии. Название «Paralipomenon» принято и в Вульгате (в критическом издании — также под названием «Verba dierum» — «Слова дней», аналогично названию на еврейском). Название «Хроники» употребляется в протестантских переводах Библии (англ. Chronicles, нем. Chronik, фр. Chroniques).

## Общая характеристика
Изначально книга Хроник — единая книга; её деление на две части впервые встречается в Септуагинте, откуда оно перешло в другие переводы Библии; начиная с XV века, это деление принято и в изданиях еврейской Библии (Танаха). В Танахе книга Хроник является заключающей раздел Писаний (и всего Танаха) и это место она занимает в большинстве рукописей и в печатных изданиях Библии. Однако в ряде манускриптов книга Хроник открывает раздел Писаний. В Септуагинте книга Хроник помещена среди исторических книг, после книги Царей. Этот порядок был принят Вульгатой, откуда он перешёл в некоторые современные переводы Библии.
Мишна (Трактат Иома, 1:6) сообщает, что книга Хроник была среди тех книг, которые читали первосвященнику перед наступлением Йом-Киппур, чтобы тот случайно не заснул и не был за это отстранён от участия в храмовой церемонии.

## Время написания
Написание книги датируется от конца VI до середины II века до н. э. Наиболее вероятным временем написания является IV век до н. э.

## Содержание книги
Первые 9 глав книги Паралипоменон перечисляется родословная от Адама, затем евреев. Всю остальную книгу первой и всю вторую рассказывается история правления Иудейских царей до возвращения из рабства. Сначала рассказывается о смерти Саула (первого иудейского царя), затем рассказывается о Давиде (X век до н. э.), Соломоне (сыне Давида) и о других их преемниках.
Книга Паралипоменон излагает историю Израиля со времени царя Давида (X век до н. э.) до падения Иудейского царства в правление царя Седекии (Цидкияху) (VI век до н. э.). Пространное введение, состоящее преимущественно из различных списков, служит фоном исторического повествования книги, которая завершается выдержкой из эдикта Кира, заимствованной из книги Ездры.
Книгу Хроник можно подразделить на три основные части:
1. Введение (перечисляются родословные) (1Пар. 1—9);
2. История Израиля под властью Давида и Соломона (1Пар. 10 — 2Пар. 9);
3. История Иудейского царства со времени его образования в результате распада царства Соломона и вплоть до его падения (2Пар. 10—36).